# وادي ارهيو
وادي ارهيو ، والملقبة بـ : بوابة الغرب الجزائري، هي ثاني مدينة في ولاية غليزان من حيث عدد السكان، تتربع البلدية على مساحة  98.62كم² وتضم 65856 نسمة حسب إحصائيات 2008

## أصل التسمية
أُطلق عليها أثناء الاستعمار الفرنسي،باسم انكرمان كذكرى لمعركة إنكرمان التي خاضتها فرنسا  خلال حرب القرم، في عام 1854.
أخذت اسمها الحالي من وادي ارهيو (الشبح أو الوحوش في لغة البربر) وتعد ثاني مدينة في ولاية غليزان في الجزائر.

## جغرافيا

### تضاريس
توفر التضاريس على مسافة 3 كيلومترات المحيطة بوادي ريو تباينات مهمة جدًا على الارتفاع، مع تباين في الارتفاع يصل إلى 385 مترًا كحد أقصى وارتفاع أقل من مستوى سطح البحر إلى 139 مترًا. في الـ 16 كيلومترًا، توجد اختلافات مهمة للغاية في الارتفاع (646 مترًا). في الـ 80 كيلومترًا، توجد اختلافات كبيرة في الارتفاع (1963 مترًا).
المنطقة في منطقة 3 كيلومترات من وادي رهيو مغطاة بالأراضي المزروعة (79%)، في منطقة 16 كيلومترًا من الأراضي المزروعة (69%)، وفي منطقة 80 كيلومترًا من الأراضي المزروعة ( 44 %) والمياه (18 %)

### مناخ

#### حرارة
يستمر الموسم الحار جدًا لمدة 2,8 شهرًا، من 16 يونيو إلى 9 سبتمبر، مع درجة حرارة يومية أعلى من 34 درجة مئوية كحد أقصى. يكون شهر الصيف الحار في واد رهيو ممتعًا، مع درجة حرارة معتدلة بحد أقصى 38 درجة مئوية وأدنى 23 درجة مئوية.
أما الموسم البارد فيستمر  لمدة 4.0 أشهر، من 16 نوفمبر إلى 15 مارس، مع درجة حرارة يومية أقل من 20 درجة مئوية كحد أقصى. 
يكون شهر يناير الأكثر برودة في عام 2019 في وادي رهيو، مع درجة حرارة معتدلة لا تقل عن 7 درجات مئوية وحد أقصى 16 درجة مئوية.

#### تساقط
تستمر فترة السنة الممطرة 9.1 شهرًا، من 3 سبتمبر إلى 6 يونيو، مع مجرى ريش أقل من 13 ملم في فترة لامعة مدتها 31 يومًا. يكون شهر الريش الزائد في وادي رهيو أكثر سخونة، مع وجود شلال من الريش يبلغ طوله 54 ملم.
تستمر الفترة السنوية لمدة 2.9 شهرًا، من 6 يونيو إلى 3 سبتمبر. يكون شهر الريش الأقل في وادي رهيو ممتعًا، مع وجود شلال من الريش أقل من 3 ملم.

### موقع
تعبر وادي ارهيو الطرق الوطنية RN 4 وRN 90 ويخدمها المخرج no 55 من طريق الجزائر A1 السريع (طريق شرق-غرب). تقع بين غليزان من الغرب والشلف من الشرق.
| ولاية الشلف | واريزان    | جديوية |
| المرجة      | وادي ارهيو | جديوية |
| الولجة      | عمي موسى   | جديوية |

## تاريخ
- مركز سكاني تم إنشاؤه بموجب مرسوم صادر في 28 يناير 1870 ، على أراضي وادي ارهيو.
- تم إنشاؤه كبلدية كاملة الصلاحيات بموجب مرسوم صادر في 6 يناير 1891.
- تم ضم البلدية إلى عمالة مستغانم 1956 .[3]
- في عام 1984م أصبحت البلدية تابعة لولاية غليزان

## أحياء البلدية
- شطايبو
- RHP
- حي 180مسكن
- دوار الشارة
- دوار بن زيان
- حي شبيرة
- الزناينية
- الرتايمية
- حي المنكوبين
- دوار بوجلة
- حي خرماشة
- DNC
- الباساج
- La cnep
- La cité sonacom
- الحواتة
- المدينة الجديدة
- حي الفقراء

• حي بيراط (Quartier Perat)
• المحطة la gare

## الديموغرافيا
بلغ عدد سكان المدينة 64 685 في عام 2008  مقابل 42 600 نسمة في عام 1998 .

## اقتصاد

### الصناعة
نظرًا لموقعها الجغرافي، فقد شهدت المنطقة تطورًا اقتصاديًا كبيرًا خلال السبعينيات، وتميزت بتأسيس قطب اقتصادي استراتيجي، من خلال إنشاء مصنع على نطاق دولي متخصص في الصنابير وأدوات المائدة وغيرها. تظل هذه المنتجات تنافسية للغاية في السوق العالمية.أما الثاني فهو من مصانع المنتجات الخرسانية عبر القناة الغربية توظف حوالي 600 عامل.

## رياضة
- رائد شباب بلدية وادي ارهيو